# 2022年北京オリンピックの閉会式
2022年北京オリンピックの閉会式（2022年冬季奧林匹克運動會閉幕式）は、2022年2月20日に行われた北京オリンピックの閉会式である。

## 序盤の演出
まず、競技場が現れた2008年にも使われた石ころちゃんが使われた。子供たちが雪の結晶の形をしたランタンを持って始まった。そしてオリンピックロゴ冬の夢が現れ、国家スタジアムが赤く染った。そして子供たちが出てきて、拡張現実を使った演出が使われた。習近平国家主席・中国共産党総書記とトーマス・バッハIOC会長が現れ、中国国歌「義勇軍進行曲」が演奏された。

## 選手入場
初めに、アメリカ合衆国からはネイサン・チェン、日本からは平野歩夢や羽生結弦など、中国からは金博洋などが入場した。アメリカ領サモアなどからは、上半身裸の選手も現れた。

## 表彰式
クロスカントリースキー男子50kmとクロスカントリー女子30kmの表彰式が行われた。

## 後半からの演出
花火が盛大に上がり、映像が流れる。そしてオリンピックのボランティア代表者にランタンを授与。楓の枝をイメージしたパフォーマンスが行われた。

### 式典
オリンピック憲章に従い、ギリシャ国旗掲揚とギリシャ国歌吹奏、続いてギリシャ語によるオリンピック賛歌の合唱によりオリンピック旗が降納され、五輪旗が陳吉寧北京市長からIOCバッハ会長へ、次回開催都市を代表してジュゼッペ・サラミラノ市長・ジャンピエトロ・ゲディーナコルティナ・ダンペッツォ市長へ引き継がれた。その後イタリア国歌のバイオリン演奏と国旗掲揚と続き、2026プレゼンテーションが行われた。その後大会組織委員会の蔡奇主席、IOCのバッハ会長の挨拶と閉会宣言を行った。

## 終盤
花火が上がり、マスコットキャラクターのビンドゥンドゥンが映像に現れたりなどした。その後、雪花の合唱と共に聖火が消えた。One World One Family（世界大同 天下一家）という文字の花火やオリンピックシンボルの花火・オールド・ラング・サインの合唱と共に幕を閉じた。

## 主な出席者

### ホスト国
- 中国 – 習近平党総書記・国家主席・軍事委員会主席
- 中国 – 李克強総理・党政治局常務委員
- 中国 – 蔡奇北京市党委員会書記・競技大会組織委員会主席・党政治局員

## 日本での放送
- NHK総合、NHK Eテレ（同時中継）
  - 実況:塚本貴之、廣瀬智美[注釈 1]
  - Eテレは解説放送・手話通訳・字幕による視覚・聴覚障害者向け放送。
  - 放送時間:20:59 - 22:44[1][注釈 2]（日本時間、当初は23:00終了予定で、延長オプションも用意されていたが、予定より15分早く終了した）

- NHKラジオ第1（同時中継）
  - 実況:三輪洋雄、ゲスト:シシド・カフカ、山本浩
  - 放送時間:20:55 - 22:50（日本時間）

- NHK BS1（録画放送）
  - 実況:塚本貴之、廣瀬智美
  - 放送時間:2月21日 9:00 - 10:45（日本時間）